# Rotthalmünster
Rotthalmünster è un comune tedesco di 5 030 abitanti, situato nel land della Baviera.